# Kỳ giông khổng lồ Trung Quốc
Kỳ giông khổng lồ Trung Quốc (Andrias davidianus) là loài kỳ giông lớn nhất thế giới cũng như loài lưỡng cư lớn nhất, dài đến 180 cm, dù ngày nay nó hiếm khi đạt độ dài đó. Chúng là loài đặc hữu ở các suối núi đá và hồ ở Trung Quốc, nó được xem là loài cực kỳ nguy cấp do sự phá hủy môi trường sống, nạn ô nhiễm, khai thác quá mức cũng như nó được xem là loài bổ dưỡng và làm thuốc bắc. Loài này được ghi nhận ở Đài Loan có lẽ là do du nhập. Nó được dự án nguy cấp toàn cầu và khác biệt về tiến hóa liệt kê như là một trong 10 loài trọng tâm hàng đầu năm 2008.

## Mô tả và tập tính

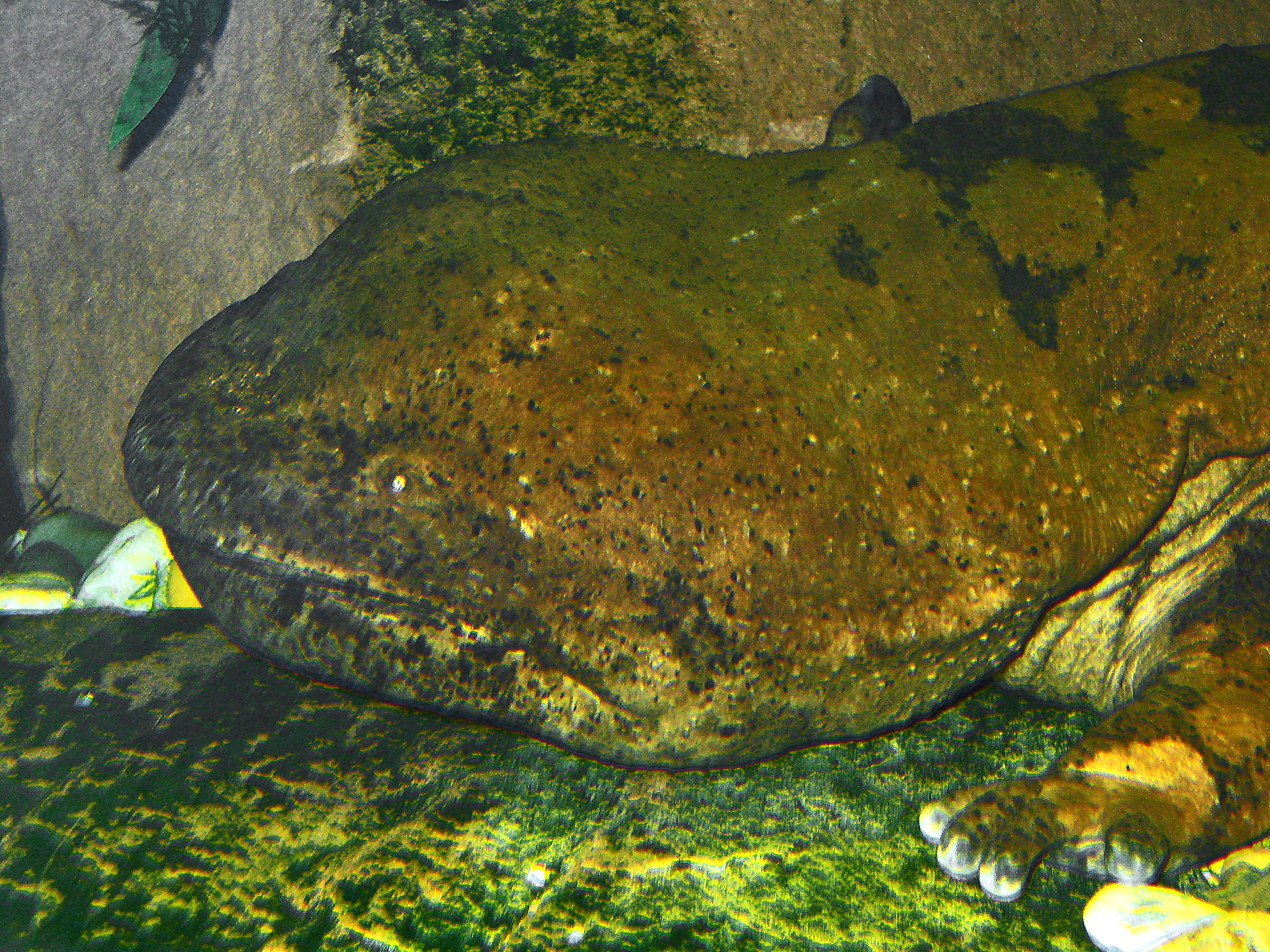
Hình ảnh một con khoảng 30 năm tuổi.

Loài kỳ giông này có một cái đầu lớn, mắt nhỏ, da đen và nhăn nheo. Đây là một trong hai loài còn sinh tồn trong chi Andrias, loài còn lại nhỏ hơn một chút nhưng về tổng thể rất giống nhau, là kỳ giông khổng lồ Nhật Bản (Andrias japonicus). Kỳ giông khổng lồ Trung Quốc ăn côn trùng, ếch nhái, và cá. Nó có thị lực rất kém, vì vậy phụ thuộc vào các bướu cảm giác đặc biệt chạy theo đường trên cơ thể của con vật, từ đầu đến đuôi. Chúng có khả năng cảm nhận được các rung động nhỏ trong môi trường xung quanh với sự giúp đỡ của các bướu này. Con cái đẻ 400-500 trứng trong một ổ đẻ dưới nước, được con đực bảo vệ cho tới khi trứng nở sau 50-60 ngày. Con trưởng thành trung bình nặng 25–30 kg (55-66 lb) và dài 1,15 m (3,8 ft).
Kỳ giông khổng lồ Trung Quốc được biết có thể phát ra âm thanh, như tiếng sủa, rên rỉ, rít lên, hay âm thanh như tiếng khóc. Một vài trong số những tiếng kêu của chúng giống với tiếng khóc của một đứa trẻ, và vì thế nó được biết đến trong tiếng Trung Quốc như như "oa oa ngư/nghê" (娃娃鱼/鲵), nghĩa là cá trẻ con.

## Phân bố và môi trường sống
Kỳ giông khổng lồ Trung Quốc từng phổ biến rộng khắp tại miền trung, tây nam và miền nam Trung Quốc, nhưng hiện nay phạm vi phân bố đã bị phân mảnh rất nhiều. Phạm vi phân bố mở rộng từ Thanh Hải về phía đông tới Giang Tô và về phía nam tới Tứ Xuyên, Quảng Tây và Quảng Đông; đáng chú ý là trong lưu vực các con sông như Trường Giang, Hoàng Hà và Châu Giang.
Kỳ giông khổng lồ Trung Quốc là động vật thủy sinh và sinh sống trong các con suối vùng đồi núi đá hay hồ với nước trong. Nó thường được tìm thấy trong bùn hay khe đá sẫm màu dọc theo các bờ sông, hồ, ao, sông và suối trong rừng lá rộng và rừng thông. Nó chủ yếu được tìm thấy trong khu vực đồng rừng ở độ cao từ 100 tới 1.500 m (330-4.920 ft), với độ cao ghi nhận tần suất bắt gặp cao nhất là 300–800 m (980-2.620 ft). Loài kỳ giông này cũng ưa thích sống trong các con suối nhỏ (trung bình có bề rộng khoảng 6,39 m), nước chảy nhanh và độ sâu không lớn (trung bình sâu 1,07 m). Tuy nhiên, hang hốc nơi chúng đẻ trứng lại thường là có nước chảy chậm. Ngoài ra, môi trường sống của chúng thường có đáy nhiều sỏi đá và không bằng phẳng, với nhiều sỏi và đá nhỏ cũng như một vài thảm thực vật.